# Зундская пошлина

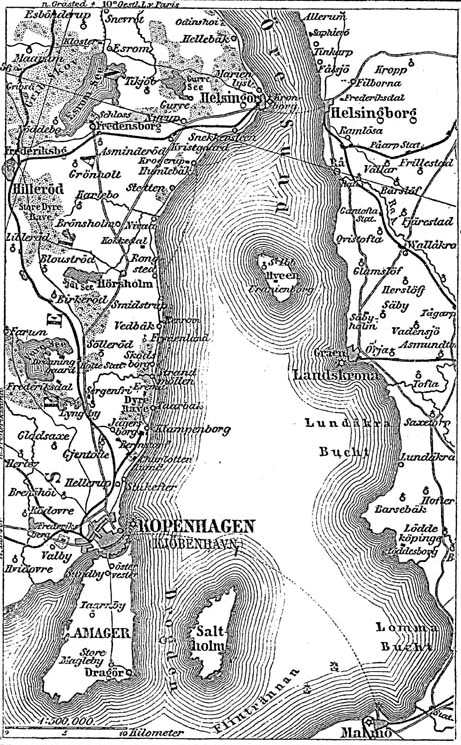
Карта Зунда (XIX в.)

Зундская пошлина (дат. sundtolden) — пошлина, взимавшаяся Данией в XV—XIX вв. за проход иностранных судов через пролив Эресунн (Зунд).

## История возникновения
В первой половине XV века датский король Эрик Померанский (1396—1439) вёл активную борьбу с ганзейскими городами. В 1427 году он захватил в Зунде большую часть ганзейского солевого каравана, в ответ на что ганзейцы разрушили Берген. Прямым вызовом Ганзе стало введение Эриком в 1429 году пошлины, которая взималась со всех судов, проходивших через Зунд.
Первоначально пошлина была довольно умеренной и составляла 1 роузнобль с корабля. Это давало Дании значительный доход, однако восстановило против неё все морские державы. Ганзеаты заявили, что пошлина противоречит условиям заключённого в 1370 году Штральзундского мира, и король был вынужден в 1436 году признать за Гамбургом, Любеком, Висмаром и Люнебургом право беспошлинного провоза через Зунд разрешённых товаров. Чуть позднее это право было признано за Штральзундом и Ростоком. Тем не менее, корабли ганзейских городов должны были подвергаться досмотру.
Впрочем, подобное положение продержалось недолго. Кристиан I (1448—1481) вновь стал взимать пошлину с восточнопрусских городов. Для остальных же городов свобода от пошлины также стала довольно-таки условной. Первоначальный размер пошлины в 1 роузнобль был увеличен до 4 ноблей с корабля, а в 1472 году пошлина стала взиматься в размере 5 ½ марки с 1 ласта товара. В правление короля Ханса (1481—1513) пошлину начали взимать и за проход через Малый и Большой Бельты.
По Шпейерскому миру 1544 года и соглашению в Оденсе 1560 года было установлено, что ганзейские корабли могли беспошлинно проходить через датские проливы лишь с их собственным грузом. К необлагаемым пошлиной товарам, однако, не относилось вино и медь. В обмен на это Ганза обязалась выплачивать пошлину за проход через Бельты.

## Конфликты с Нидерландами
Увеличение размера пошлины и закрытие Зунда в ходе Северной семилетней войны (1563—1570) угрожало Дании втягиванием в военный конфликт с Голландией и Испанией. В 1566 году Нидерланды решительно потребовали от Дании открыть Зунд, отменить новые пошлины и выплатить возмещение за причинённые убытки. Однако датчанам удалось уладить вопрос. Они, зная о напряжённых отношениях, существовавших между наместницей испанского короля в Нидерландах Маргаритой Пармской и голландцами, и возможном скором восстании, пообещали провести реформу таможенной системы в Зунде. Формально они выполнили своё обещание, однако в результате зундская пошлина лишь увеличилась. Впрочем, Голландия и Англия ограничились заявлением протеста.
В итоге, если в 1566 году зундская пошлина принесла в датскую казну лишь 45 тыс. далеров, то в 1567 году доходы от неё достигли 132,8 тыс. далеров.
В это время Марию Пармскую в Нидерландах сменил герцог Альба (1567). Летом 1568 года в Дании посчитали более благоразумным уступить его требованиям и освободить Нидерланды от выплаты ластовых денег. Однако уже в 1571 году, пока Альба безуспешно пытался подавить восстание в Нидерландах, в Зунде вновь была введена ластовая пошлина, которую должны были платить суда всех наций, за исключением любекских. С 1567 по 1687 зундская пошлина принесла Дании доход в 2 млн ригсдалеров, что соответствовало 2/3 от всех доходов государства.
В 1574 году король начал строительство Кронборга, который должен был стать символом датского владычества над Эресунном. Строительство обошлось Фредерику II в 430 тыс. ригсдалеров, которые были взяты из доходов, полученных от зундской пошлины.

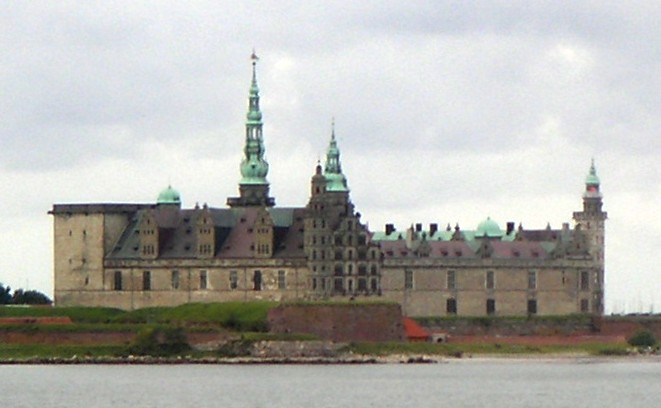
Замок Кронборг, построенный в XVI в. для контроля над Эресунном

## Войны со Швецией
При Кристиане IV размер пошлины вновь вырос. Особенно значительно она увеличивалась в ходе Кальмарской и Тридцатилетней войн. Ластовая пошлина на некоторые виды товаров выросла в четыре раза. Столь резкое повышение сборов естественным образом вызвало протесты со стороны морских держав и в первую очередь Нидерландов, которые во время правления Кристиана IV безрезультатно требовали отменить ластовую пошлину, которая лишь в 1639 году принесла датской короне 616 тыс. ригсдалеров, существенная часть которых поступила от голландских судов.
В 1640 году Нидерланды заключили со Швецией договор о свободе торговли в Северном и Балтийском морях. Недовольство Амстердама политикой датского короля проявилось в участии голландского флота в датско-шведской войне 1643—1645 гг. на стороне шведов. Согласно мирному договору в Брёмсебру, Швеция освобождалась от уплаты зундской пошлины, Нидерланды же продолжили платить оную, однако в Кристианопельском договоре было записано, что Дания не имеет права поднимать размер пошлины в течение 40 лет, после чего в силу должен был вступить Шпейерский договор 1544 года Размер пошлины на большинство товаров устанавливался из расчёта 1 % от их стоимости.
В последние годы правления Кристиана IV зундская пошлина приносила в казну лишь 140 тыс. ригсдалеров ежегодно. Тем не менее, в Нидерландах были недовольны Кристианопельским трактатом и в 1649 году заключили с Данией так называемый «выкупной договор» (Redemptionstraktaten), согласно которому Голландия, с судов которой собиралась большая часть зундских сборов, добилась освобождения от пошлины для своих кораблей и ввозимых ими товаров в обмен на уплату Дании 350 тыс. гульденов ежегодно.
Однако и этот трактат не удовлетворил купечество Нидерландов и в 1653 году он был заменён новым, отменившим «выкупной договор» (rescissionstraktat) и подтвердивший условия Кристианопельского мира. Впоследствии Дания заключила договоры о взимании с провозимых товаров 1 % их стоимости и с рядом других стран: с Англией (1654, 1670), Францией (1662, 1742) и Россией (1782).
В 1613 году при заключении Кнередского мира Дания подтвердила право Швеции на беспошлинный провоз товаров через Зунд, однако это не касалось её владений на Балтике, что сильно раздражало стокгольмское правительство, тем более что датская сторона требовала сертификаты, подтверждающие происхождение шведских товаров. Провоз грузов военного назначения был запрещён.
Лишь по миру в Брёмсебру Швеция добилась уступок в вопросе пошлин, а по Роскилльскому миру право свободного провоза товаров получили и её провинции. Однако после поражения в Северной войне Стокгольм по условиям Фредериксборгского мира 1720 г. вновь был вынужден платить пошлину за проход своих судов по Зунду и Бельтам.

## Отмена
В последующий период вопрос о зундских пошлинах практически не поднимался, однако после Венского конгресса 1815 г. он вновь привлёк к себе внимание, и, начиная с 20-х гг. XIX в., всё более обострялся. Шведское и прусское правительства оказывали давление на Данию, позднее к ним присоединилась и Англия.
26 сентября 1832 года был открыт Гёта-канал, который вместе с Тролльхетте-каналом и озером Венерн, образовал водный путь, обеспечивший соединение Балтийского и Северного морей в обход Зунда.
С 1 января 1842 года Дания значительно снизила пошлины, а ставка на провоз таких товаров, как хлопчатобумажные ткани, кофе, сахар, вино, крепкие спиртные напитки и строевой лес, была установлена на уровне 1 % от их стоимости. Однако помимо этих выплат суда должны были платить маячные деньги правительству и всяческие сборы служащим таможни, что задерживало корабли в среднем на сутки.
Вновь вопрос встал в конце Крымской войны, причём по инициативе США, суда которых составляли лишь малую долю всех кораблей, проходивших через Эресунн. В 1855 году в Копенгагене начались переговоры между всеми заинтересованными сторонами. Дания в принципе была готова отказаться от взимания зундских пошлин, однако потребовала в обмен значительную компенсацию, сумма которой и стала предметом переговоров, тянувшихся более года.
14 (26) марта 1857 года был наконец подписан договор, согласно которому Дания отказывалась от сбора пошлин с торговых судов, проходивших через Эресунн и Бельты. Взамен она в течение 20 лет должна была получить 30 476 325 ригсдалеров, выплата которых распределялась между участвовавшими в договоре сторонами. Таким образом, на долю Великобритании пришлось 10 126 855 ригсдалеров, России — 9 739 993, Пруссии — 4 440 027, Швеции — 1 590 503, Нидерландов — 1 408 060, Франции — 1 219 003, Норвегии — 667 225, Мекленбурга — 373 663, Бельгии — 301 455, Бремена — 218 585, Ганновера — 123 387, Гамбурга — 107 012, Любека — 102 996, Австрии — 29 434, Ольденбурга — 28 127 .
Договор вступал в силу с 1 апреля 1857 года.